# Ivan Palec
Ivan Palec (* 11. April 1933 in Hradec Králové, Tschechoslowakei; † 16. Dezember 2010 in Saint-Rémy-de-Provence, Frankreich) war ein tschechischer Schauspieler.

## Leben
Palec studierte an der Theaterfakultät der Akademie der Musischen Künste in Prag (DAMU). Danach spielte er von 1957 bis 1958 im Theater Divadlo Jiřího Wolkera und von 1959 bis 1962 im Theater Divadlo S. K. Neumanna.
Seine erste größere Rolle hatte er 1959 in Die Probe geht weiter als junger Schauspieler. In Zbyněk Brynychs preisgekröntem Agentenfilm Smyk – Dem Abgrund übernahm Palec die Rolle des Václav Král. Seine vielschichtige Darstellung des Arztes Mirek Vodák in Überall leben Menschen an der Seite von Zdeněk Štěpánek brachte ihm 1960 auch international den Durchbruch. Es folgten Rollen in den DEFA-Filmen For Eyes Only und Koffer mit Dynamit.
Nach der gewaltsamen Niederschlagung des Prager Frühlings im August 1968 durch die Truppen des Warschauer Paktes emigrierte Palec nach Frankreich. Dort studierte er an der Pariser Sorbonne Geschichte und Philosophie. Neben einigen kleinen Rollen wie in Just Jaeckins Der letzte romantische Liebhaber war Palec vor allem als Übersetzer (unter anderem Václav Havel) und Leiter eines Puppentheaters tätig.
Seine letzte Filmrolle übernahm er 1989 in Miloš Formans Literaturverfilmung Valmont. Nach der Samtenen Revolution kehrte Palec kurzzeitig in sein Heimatland zurück, wo er die dokumentarische Fernsehserie Besondere Leistungen der Tschechen und Slowaken leitete.
Palec starb am 16. Dezember 2010 in der Provence.

## Filmografie
- 1957: Seine Karriere (Snadný život)
- 1958: Štěňata
- 1959: Die Probe geht weiter (Zkouška pokračuje)
- 1959: Der Haupttreffer (Hlavní výhra)
- 1960: Überall leben Menschen (Všude žijí lidé)
- 1961: Smyk – Dem Abgrund entgegen (Smyk)
- 1962: Schneesturm (Vánice)
- 1963: Tchyně
- 1963: Smutný půvab (TV)
- 1963: For Eyes Only
- 1963: Koffer mit Dynamit (Praha nultá hodina)
- 1964: Dobrodružství s nahým klukem
- 1965: Bubny
- 1970: Ich habe Einstein umgebracht (Zabil jsem Einsteina, pánové)
- 1978: Der letzte romantische Liebhaber (Le dernier amant romantique)
- 1989: Valmont